# 中山の大フジ

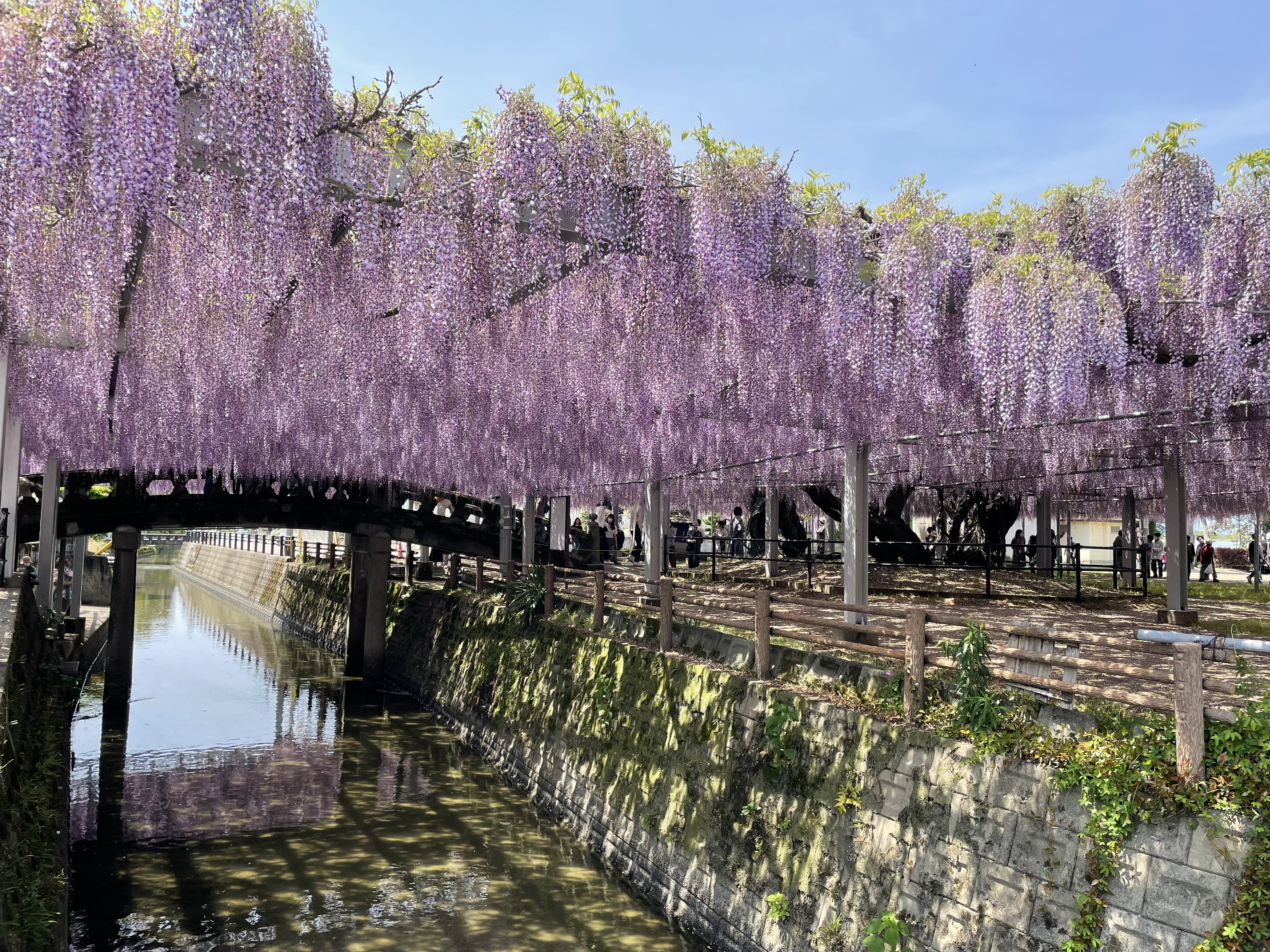
中山の大フジ

中山の大フジ（なかやまのおおふじ）は、福岡県柳川市三橋町にある藤の大木である。中山の大藤、中山大藤とも。

## 概説

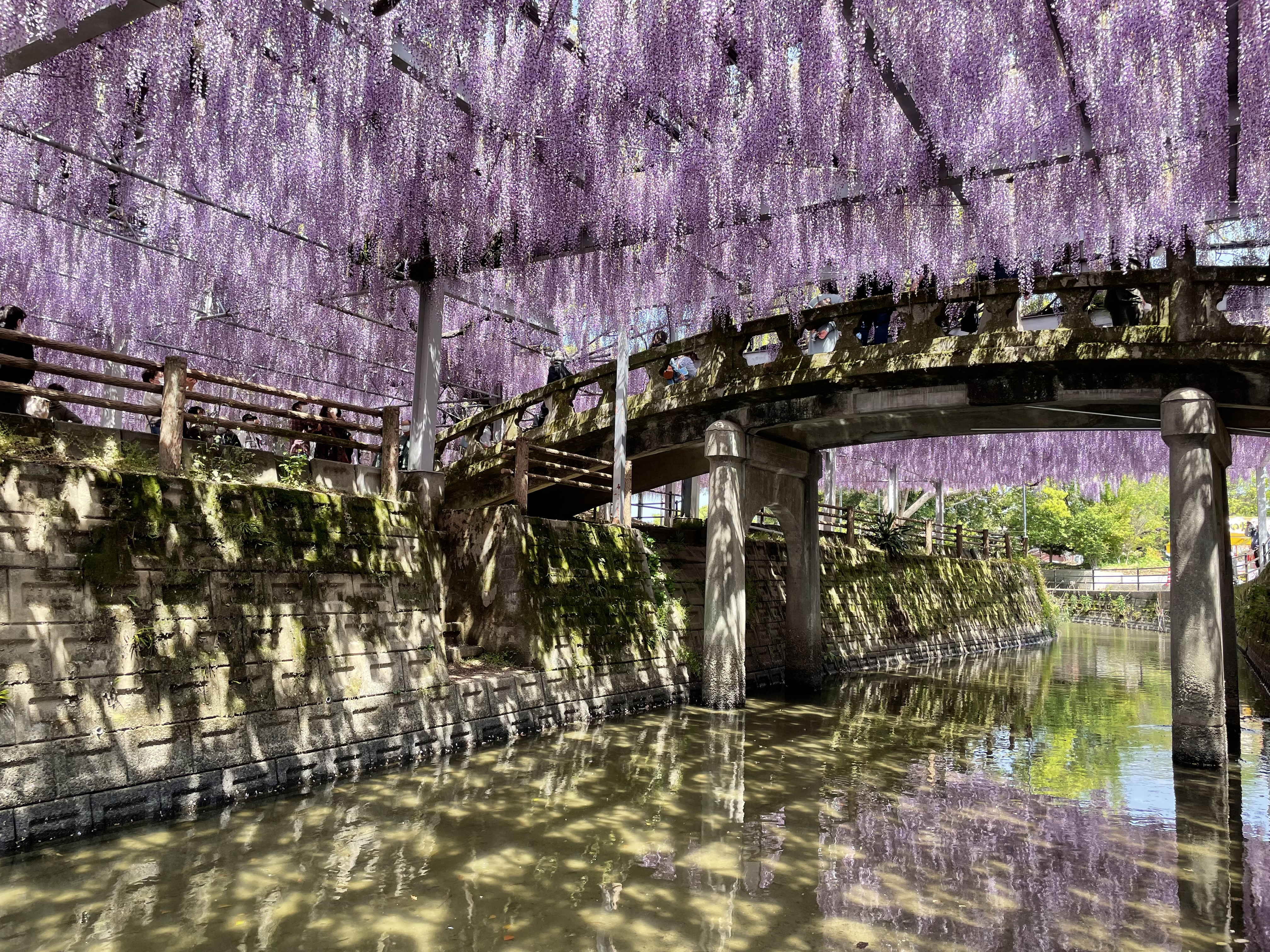
中山大藤と石橋

中山熊野神社の境内に生育する樹齢約300年余りのノダフジで、1977年には福岡県の天然記念物に指定されている。享保年間に当地で造り酒屋を営んでいた人物が、上方見物の際に野田の藤の美しさに心を奪われ、持ち帰った種を自宅に植えたことが始まりとされている。その藤は後に熊野神社境内に移植され、現在に至っている。
開花時期の4月下旬には「中山大藤まつり」が開催されており、ジャズライブやフォトコンテスト、農産物の販売、露店の出店などの催しが行われ、数多くの見物客でにぎわう。また、夜間はライトアップも行われる。

## 所在地・アクセス
- 所在地

福岡県柳川市三橋町中山538-1
- 交通アクセス

JR九州鹿児島本線筑後船小屋駅よりタクシーで7分（3.2km）
西鉄天神大牟田線西鉄柳川駅から堀川バス瀬高駅ゆきに乗車し「御茶屋前」下車、徒歩20分（1.6㎞）。
マイカーの場合、九州自動車道みやま柳川インターチェンジから6.2km。
※他にコミュニティバスが運行されているが火・木・土曜日のみの運行であり本数も非常に少ない。中山熊野神社の近隣にはコミュニティバス以外の公共交通機関が存在しないが、例年大藤まつり期間中は西鉄柳川駅・筑後船小屋駅から臨時シャトルバスが運行される（有料）